# 鄒丹
鄒 丹（すう たん、生没年不詳）は、中国後漢時代末期の人物。

## 事績
公孫瓚が劉虞を殺害すると、劉虞旧臣の鮮于輔らは復讐のため、名声のある閻柔を烏桓司馬に推戴し、挙兵する。
公孫瓚配下で漁陽太守の官にあった鄒丹は、潞県の北で閻柔らの軍勢と交戦するが、敗北を喫し、斬殺された。
羅貫中の小説『三国志演義』には登場しない。